# Йосип Пріцак
Йосип Пріцак (нар. 19 жовтня 1892, Підмонастирок, Дрогобицький повіт, Королівство Галичини та Володимирії, Австро-Угорщина — пом. 24 вересня 1919, табір Буґшопи) — інженер-залізничник, військовик Української Галицької Армії. Батько українсько-американського науковця Омеляна Пріцака.

## Біографія
Народився 10 жовтня 1892 р. в селі Підмонастирок в Дрогобицькому повіті. Його батьками були Теодор Пріцак і Агафія Монастирська. По батьку рід був селянського походження з села Опаки, але сам Теодор все життя прожив в Підмонастирку де 16 грудня 1934 р. був обраний солтисом. Він також належав до УНДО. Мати походила з дрібного галицького шляхетського роду Монастирських-Валагінів герба Сас відомого з 1424 р., коли король Ягайло надав Петру та Іванку з Марковиць пустку Монастир над річкою Черхавою із правом заснувати там село. Її дідом був парох села Мала Білина Стефан Денекевич.
Йосип здобув фах інженера-залізничника й мешкав у Самборі. 23 червня 1918 р. він одружився з учителькою Емілією Капко в її родинному селі Луки на Самбірщині. А наступного року в них народився син Еміль, якого 5 травня 1919 р. охрестив місцевий парох. Через два дні після цього Йосип відправився на війну.
У липні 1919 р. час Чортківської офензиви був одним з 4,5 тис. вояків УГА захоплених у польський полон. Спочатку їх тримали в Бучачі, звідки в нестерпних умовах через Станіславів, Львів і Перемишль залізничними вагонами їх перевезли до Берестя, де помістили в табір Буґшопи, який входив до комплексу в’язниць Берестейської фортеці. Даний табір вирізнявся найбільш жахливими умовами серед усіх польських таборів для військовополонених, де через епідемії, голод та побої щоденно помирало понад 30 осіб. Така ж участь чекала і Йосипа Пріцака, який захворів на тиф і помер 24 вересня 1919 року. 
Після його смерті польська влада конфіскувала в дружини все майно, через що вона мусила повернутися з немовлям до батьків у Луки. Там вона познайомилася з купцем Павлом Сарамагою. Не бажаючи обтяжувати батьків, а також прагнучи подбати про сина, Емілія прийняла пропозицію Сарамаги й вийшла за нього заміж 3 лютого 1921 р.

## Родина
Був старшим з дев'яти дітей у родині. На території своєї садиби його батьки встановили поклонний хрест, який зберігся донині з написом «Поставили на хвалу Бога Федь і Югася Прецак. 1916». 